# Kisgyőr
Kisgyőr ist eine ungarische Gemeinde im Kreis Miskolc im Komitat Borsod-Abaúj-Zemplén. Zur Gemeinde gehört der südlich gelegene Ortsteil Mocsolyás.

## Geografische Lage
Kisgyőr liegt in Nordungarn, 13 Kilometer südwestlich des Zentrums der Kreisstadt und des Komitatssitzes Miskolc am östlichen Rand des Bükk. Nachbargemeinden sind Bükkaranyos, Harsány, Borsodgeszt und Sály.

## Gemeindepartnerschaften
Es bestehen folgende vier Gemeindepartnerschaften:
- Berghia, Rumänien
- Gemer, Slowakei
- Hetscha (Геча), Ukraine
- Tiszagyulaháza, Ungarn

## Sehenswürdigkeiten
- László-Lajtha-Denkmal, erschaffen von Sándor Szondy
- Naturlehrpfad Parlagi Sas
- Reformierte Kirche, erbaut 1776 im spätbarocken Stil
- Römisch-katholische Kirche Jézus Szíve, erbaut 1933
- Römisch-katholische Kapelle Sarlós Boldogasszony, im Ortsteil Mocsolyás

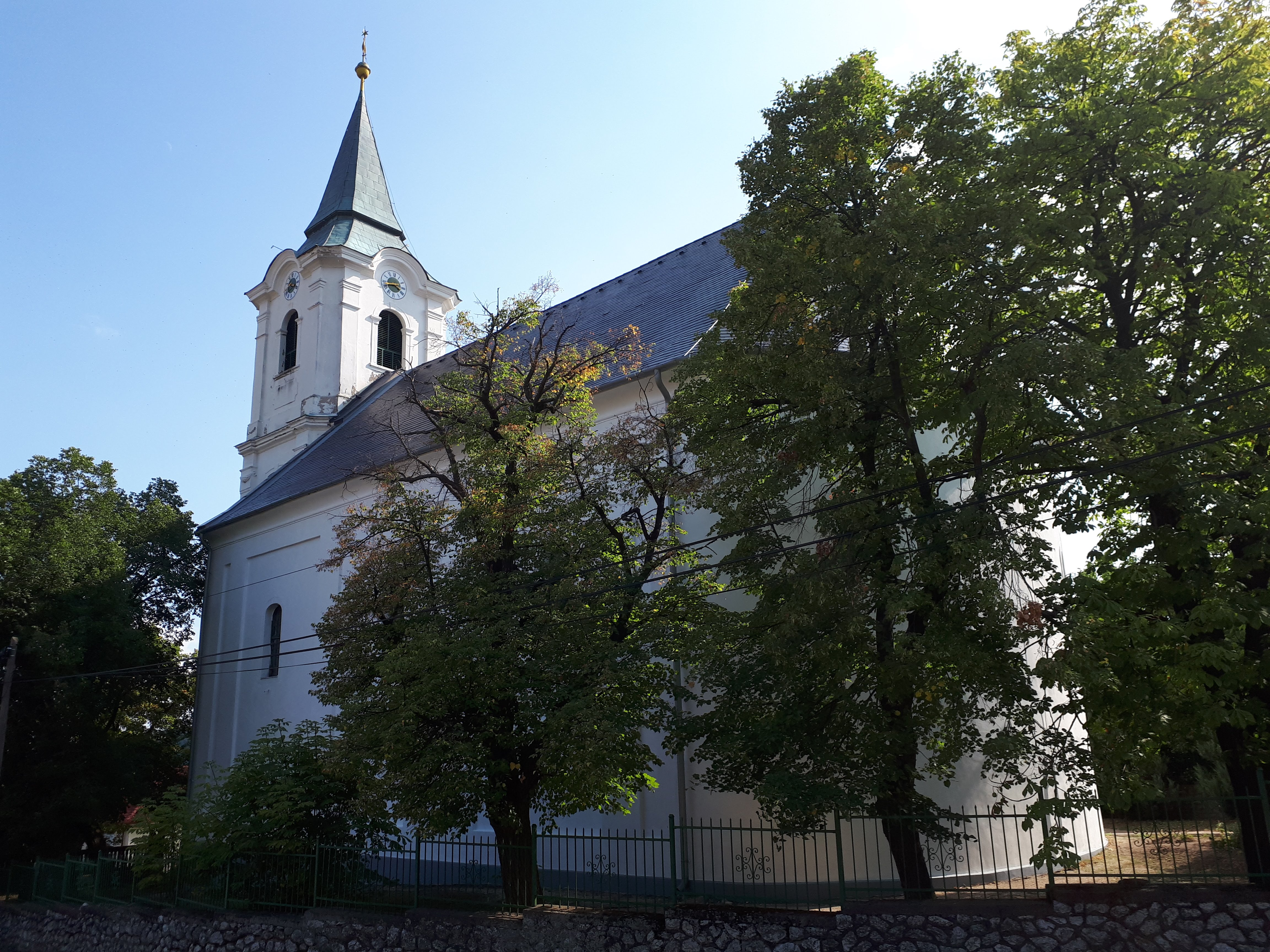
Reformierte Kirche

## Verkehr
Durch Kisgyőr verläuft die Nebenstraße Nr. 25117.  Es bestehen Busverbindungen nach Miskolc, Bükkaranyos und Harkány. Die nächstgelegenen Bahnhöfe befinden sich in Emőd und Miskolc.